# Rhyparochromidae
Rhyparochromidae Amyot & Serville, 1843, è una vasta famiglia di insetti Pentatomomorfi dell'ordine Rhynchota Heteroptera, superfamiglia Lygaeoidea, comprendente circa 1800 specie.

## Descrizione
I Rhyparochromidae sono insetti di piccole dimensioni. Hanno capo provvisto di ocelli e tricobotri; antenne e rostro sono composti da 4 segmenti.
Le zampe anteriori hanno femori ingrossati e spesso provvisti di spine o denti nella parte ventrale.

## Biologia e diffusione
La maggior parte dei Rhyparochromidae vive nel terreno e si nutre a spese dei semi maturi caduti e scarse sono le segnalazioni di danni alle coltivazioni da parte di questi insetti.
Al comportamento generale di questa famiglia si oppone quello delle specie della tribù Cleradini: questi insetti sono infatti ematofagi e si nutrono a spese dei Vertebrati. Di particolare importanza, nel Sudamerica, è la specie Clerada apicocornis in quanto attacca occasionalmente l'uomo ed è uno dei vettori del Trypanosoma cruzi, agente della Malattia di Chagas. Altri Rhyparochromidae sono infine occasionali predatori di altri Artropodi.
La famiglia è cosmopolita, con una larga diffusione in tutte le maggiori regioni zoogeografiche della Terra.

## Sistematica e diffusione

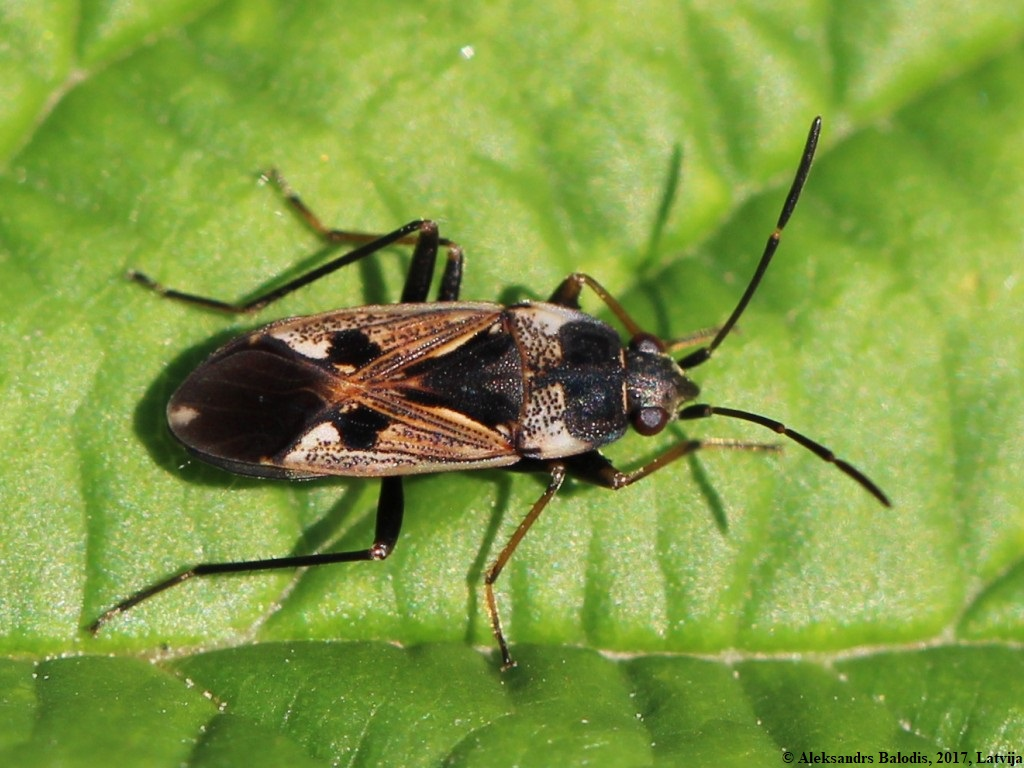
Rhyparochromus vulgaris

Con 1 824 specie, i Rhyparochromidae rappresentano il raggruppamento più vasto nella superfamiglia dei Lygaeoidea, di gran lunga superiore a quello della stessa famiglia Lygaeidae sensu stricto.
Le 1 824 specie sono ripartite fra 368 generi e, al rango superiore, fra 14 tribù. L'albero tassonomico interno suddivide la famiglia in due sottofamiglie:
- Rhyparochrominae
- Plinthisinae

La suddivisione in tribù ha subito diverse revisioni dal 1967 al 1982 ed è incompleta per la presenza di un raggruppamento incertae sedis. Le 14 tribù, tutte comprese nella sottofamiglia Rhyparochrominae, sono:
- Antillocorini
- Cleradini
- Drymini
- Gonianotini
- Lethaeini
- Lilliputocorini
- Megalonotini
- Myodochini
- Ozophorini
- Phasmosomini
- Rhyparochromini
- Stygnocorini
- Targaremini
- Udeocorini